# Premi Nacional d'Investigació Blas Cabrera
El Premi Nacional d'Investigació Blas Cabrera és un premi de Ciències físiques, dels materials i de la Terra convocat pel Ministeri d'Educació i Ciència d'Espanya.
El premi es va instaurar en 2001 i pertany juntament amb altres nou premis als Premis Nacionals d'Investigació. La dotació puja a 100.000 €.
L'objectiu de tots aquests premis és el reconeixement dels mèrits de les científics o investigadors espanyols que realitzen «una gran labor destacada en camps científics de rellevància internacional, i que contribueixin a l'avanç de la ciència, al millor coneixement de l'home i la seva convivència, a la transferència de tecnologia i al progrés de la Humanitat».

## Premiats
| Any  | Investigador                     | Treball |
| ---- | -------------------------------- | --- |
| 2001 | Fernando Flores Sintas           | contribucions teòriques a la física de superfícies, intercares de semiconductors i al microscopi d'efecte túnel           |
| 2003 | Xavier Obradors i Berenguer      | magnetisme i la superconductivitat d'altes temperatures.                                                                  |
| 2005 | Pedro Miguel Etxenike Landiríbar | interaccions de partícules amb superfícies                                                                                |
| 2007 | Juan Ignacio Cirac Sasturain     | Física atòmica i de la Matèria Condensada, específicament a la informació quàntica i a la física quàntica de molts cossos |
| 2009 | Javier Tejada Palacios           | Magnetisme quàntic, en concret l'efecte túnel ressonant d'espí.                                                           |
| 2011 | Francisco José Guinea López      | Física de la matèria condensada, estructura electrònica i propietats del grafè                                            |